# Jacob Heinrich Moresco
Jacob Heinrich Moresco (født 2. maj 1828 i København, død 29. oktober 1906 sammesteds) var en dansk fabrikant.
Hans forældre var sefardiske jøder. Moresco var søn af hoftandlæge Maximilian Moresco og Adelaide Italiaender. Efter endt skolegang begyndte han som lærling hos 
manufakturhandler Unna, og blev senere førstemand i Carl Løvgrens manufakturhandel. Han døde ugift og barnløs i 1906.
I 1855 tog han et kursus i tilskæring i Paris, og i april 1856 åbnede han en butik for mode- og dametøj på Amagertorv 13 i København. Han optog en blanco-kredit på 8.000 mark hos bankhuset Reimarus i Hamburg. Da huset det følgende år indstillede betalingerne overtog Nationalbanken kreditten, der var fuldt betalt tre år senere. Denne oplevelse gjorde at Moresco derefter altid betalte kontant.

## Virksomheder
Moresco begyndte at, udover sine overklassekunder, også at betjene kunder fra middelklassen, og i 1864 startede han en engros-virksomhed på
Østergade 24. Den blev efterhånden så fremtrædende at detailhandelen lukkede. Virksomheden på de mange systuer gjorde at hans firma snart blev det største i Norden indenfor damekonfektion.
I 1892 startede han et firma i Malmø og i 1897 et i  Kristiania. Til den "Nordiske industri- og sløjdutstilling" i Malmø lod firmaet bygge en gangbro over en af kanalerne som i dag bærer navnet Morescobron.
I 1900 blev forretningen i København omdannet til et aktieselskab, med Moresco som formand for bestyrelsen.
Ved hovedfirmaets halvtreds års jubilæum i 1906 producerede man omkring 250.000 stykker tøj om året og beskæftigede ca. 3.000 personer i højsæsonerne.
I baggården til Østergade 24 (en) (Pistolstræde) er der opsat en mindetavle for firmaet.

## Andre hverv
Moresco var i mange år formand for  "Foreningen af københavnske manufakturgrossister". Hans firma eksisterede for få år siden stadigvæk under navnet Birger Christensen.
I 1898 blev han udnævnt til etatsråd og i 1906 til 
Kommandør af 1. grad af Dannebrog.
Moresco er afbildet på P. S. Krøyers maleri Fra Københavns Børs og Laurits Tuxens maleri Aftenselskab hos Familien Moresco.
- Morescobron i Malmø
- Østergade 24 sidst i 1800-tallet